# Trials HD
Trials HD es un videojuego del Xbox Live Arcade desarrollado por RedLynx y distribuido por Microsoft Game Studios. Fue lanzado el 12 de agosto de 2009 como parte del segundo Xbox Live Summer of Arcade. Es un videojuego de puzle/carreras representado en 2.5 dimensiones. El jugador debe guiar una motocicleta de trial a través de escenarios con varios obstáculos intentando llegar a la línea de meta.
El videojuego fue bien recibido por la crítica, promediando una nota de 86.1% en GameRankings y de un 86/100 en Metacritic, dos sitios web de valoraciones agregadas. En el 2009 recibió el premio de "Mejor Arcade" y de "Mejor Innovación", votado por la comunidad de Xbox 360. En septiembre de 2010 IGN colocó Trials HD en la lista de los veinticinco mejores títulos del Xbox Live Arcade de todos los tiempos, en la posición decimosexta.  El videojuego fue un éxito comercial, y las ventas han superado los dos millones de unidades incluyendo el contenido descargable.

## Modo de juego
En Trials HD el jugador controla a un motorista subido a una moto de trial, donde las físicas juegan un papel muy importante en el desarrollo de los niveles a través de los diversos obstáculos de las pistas. El objetivo es completar el recorrido lo más rápido posible y con el mínimo de caídas posibles. El juego utiliza  gráficos 3D, pero se juega en un plano de 2.5 dimensiones, así que el jugador únicamente puede realizar movimientos de desplazamiento hacia delante y hacia atrás, aunque también puede controlar la aceleración/frenado de la moto.
El juego tiene una gran variedad de circuitos divididos en nivel de dificultad, desde principiante a extremo. Hay un total de treinta y cinco circuitos en el juego, y los jugadores pueden volver a jugar aquellos que ya hayan completado para intentar mejorar el tiempo. Existe también un modo torneo, donde se reta al jugador a completar varios circuitos al mismo tiempo en una secuencia, tratando así de lograr el mejor tiempo posible con el mínimo de faltas. A lo largo del juego pueden desbloquearse también doce juegos de habilidad que sitúan al jugador en diferentes escenarios con el objetivo de superar una serie de retos, como por ejemplo, situar al jugador en el interior de una gran jaula esférica, retándole a conseguir el mayor número posible de rotaciones dentro de un plazo establecido, o arrastrar un remolque con dos bombas enormes lo más lejos posible intentando evitar que explosionen. Los jugadores consiguen medallas en función del tiempo logrado, el número de faltas, y en el caso de los juegos de habilidad, otros criterios dependientes de la prueba.
Conectado a Xbox Live, el jugador puede ver su rendimiento comparado con los tiempos conseguidos por otros competidores en su lista de amigos. Esto se hace mediante un medidor en la carrera que muestra el progreso del amigo más cercano al mismo tiempo que el progreso del jugador, y se va ajustando en función de si el jugador lidera o va por detrás en la pista en curso. Trials HD incluye un editor de niveles que permite a los jugadores construir sus propios circuitos y compartirlos con los jugadores en su lista de amigos. También dispone de tablas de clasificación para cada uno de los circuitos del juego. Para cada circuito, los cinco mil primeros tiempos conseguidos por los jugadores pueden visualizarse como repeticiones. Durante la repetición, se visualiza una representación del mando y los botones del jugador para poder observar qué técnicas ha utilizado para conseguir terminar la pista en ese tiempo.

## Desarrollo y marketing
Trials HD es el segundo juego en 2.5 dimensiones en la serie Trials, siguiente a Trials 2: Second Edition. El juego se basa en los populares juegos flash de la misma serie. Fue lanzado el 12 de agosto de 2009, como parte de la segunda edición del Xbox Live Summer of Arcade. RedLynx desarrolló Trials HD utilizando un motor "hecho en la casa" junto con una versión modificada de la librería Bullet Physics Library que fue optimizada para utilizar la CPU de la Xbox 360 y las unidades vectoriales. RedLynx aplicó el sistema de físicas para dar sensación de realismo, pero para mantener la diversión del juego, ajustaron las físicas para "deformar la realidad de la manera adecuada". Redlynx razona esta decisión como "algo esencial para que Trials consiga ser un juego tan divertido y adictivo Los juegos anteriores de Trials utilizaban un motor de físicas casero mucho más simple, sin embargo para Trials HD los desarrolladores optaron por utilizar la librería Bullet y dedicaron uno de los núcleos CPU de Xbox 360 por completo al cálculo de físicas. Mejoraron también el motor gráfico de Trials 2 añadiendo un sistema de iluminación más avanzada y "soft shadows" en tiempo real.
Los niveles creados para Trials HD fueron diseñados utilizando el mismo editor de niveles que incluye el juego, y que permite a los jugadores crear su propio contenido. Las mismas herramientas y utilidades que fueron utilizadas por los desarrolladores pueden usarse por la comunidad de jugadores. En una entrevista con Eurogamer,  el programador de RedLynx Sebastian Aaltonen declaró que no tenían planes de portar el juego a otras plataformas, además de que en Trials HD la tecnología utilizada había sido especialmente diseñada para la arquitectura de Xbox 360. La parte de sonido del desarrollo había sido llevada por tres actores de doblaje de Pennsylvania , Rake Yohn, Brandon DiCamillo, y Art Webb.
Trials HD se anunció el 1 de junio del 2009 en un evento de Microsoft durante el E3 del 2009 Fue lanzado el 12 de agosto de 2009 como parte del Xbox Live Summer of Arcade. El 23 de diciembre de 2009, se presentó el primer Contenido descargable, llamado Trials HD Big Pack. Este contenido añadía veintitrés nuevos circuitos, nuevos objetos para el editor de niveles, y nuevos logros. Un segundo pack de contenido descargable se anunció en julio de 2010. Fue llamado Trials HD Big Thrills Pack y añadía cuarenta nuevas pistas realizadas por RedLynx, pero a diferencia del Trials HD Big Pack, éste también añade diez circuitos creados por usuarios. Estas diez pistas se seleccionario de la competición que hizo RedLynx llamada "Big Thrills Track Creation Competition". Los tres mejores participantes recibieron premios de 5.000$, 3.000$ y 1.000$ respectivamente. La lista de ganadores fue publicada el 15 de noviembre de 2010. El contenido de Big Trills Pack se lanzó el 1 de diciembre de 2010.

## Acogida y ventas
Trials HD fue bien recibido por la crítica especializada. En sitios web de agregación como GameRankings y Metacritic consiguió unas notas medias de 86.1% y 86/100, respectivamente. En su primer mes, vendió más de 0,3 millones de unidades. El 14 de septiembre de 2010, RedLynx anunció que Trials HD había superado las 1,3 millones de unidades vendidas. Las ventas del primer contenido descargable superaron también los 0,3 millones de unidades, mientras que el segundo pack vendió 0.09 millones de unidades. El 27 de mayo de 2011, RedLynx anunció que las ventas habían superado los dos millones de unidades. En 2009, Trials HD ganó dos premios votados por la comunidad de usuarios de Xbox 360, Mejor Juego de Arcade Mejor Innovación. En un ranking fechado en septiembre de 2010, IGN puso a Trials HD en la posición decimosexta de su lista de veinticinco mejores juegos de todos los tiempos del Xbox Live Arcade. También consiguió una valoración perfecta en la revista Xbox World 360 (Oct 2009).
La crítica ha elogiado mucho la rejugabilidad del título. Daemon Hatfield de IGN comentó que Trials HD tenía "un gran cargamento de contenido" dado que las características del juego "aprovecha al máximo lo que puede hacerse con Xbox Live. La gente de GameTrailers alabaron la cantidad de contenido que tenía el juego, remarcando su excelente valor añadido por el precio que cuesta. Eurogamer reseño que "es un juego con una rejugabilidad sin fin y expandible por la comunidad. Las tablas de clasificación del juego, sobre todo la posibilidad de ver en qué posición estaban otros jugadores durante el recorrido de un circuito, ha sido ampliamente elogiado Brad Shoemaker de Giant Bomb.
Uno de los principales hándicaps de Trials HD, según la crítica, es su elevada curva de dificultad. Brad Shoemaker de Giant Bomb comentaba que hubiera preferido que la curva de dificultad fuera "un poco más suave". Daemon Hatfield de IGN también opinaba al respecto de la dificultad del juego, comentando que "es cuando te atascas intentando llegar a una pequeña colina y ves como el contador de fallos en la esquina superior izquierda no para de sumar [...] hace que el juego empiece siendo más frustrante que divertido." Anthony Gallegos de GameSpy añade que "el número limitado de intentos por circuito parece elegido arbitrariamente". También se muestra crítico con el sistema de compartición de archivos del juego, resaltando que en lugar de tener un repositorio donde descargar pistas, la compartición está limitada a los archivos que compartan la lista de amigos del jugador. Tom Mc Shea de GameSpot también está de acuerdo en que la dificultad de las últimas pistas es "ridículamente difícil" y comparte la decepción con el sistema de compartición de archivos.